# Bellida
Bellida es un género monotípico de plantas con flores perteneciente a la familia de las asteráceas. Su única especie es Bellida graminea, es originaria de Australia.

## Descripción
Es una planta herbácea caducifolia, que alcanza un tamaño de 0,05-0,15 m de altura. Las flores son de color amarillo, y florece de septiembre a octubre en suelos arenosos o limosos. Se distribuye por Australia Occidental.

## Taxonomía
Bellida graminea fue descrita por  Alfred James Ewart   y publicado en Proceedings of the Royal Society of Victoria Series 2 19(2) 1907.
Sinonimia
- Bellida major S.Moore[4]